# 福島ユナイテッドFC

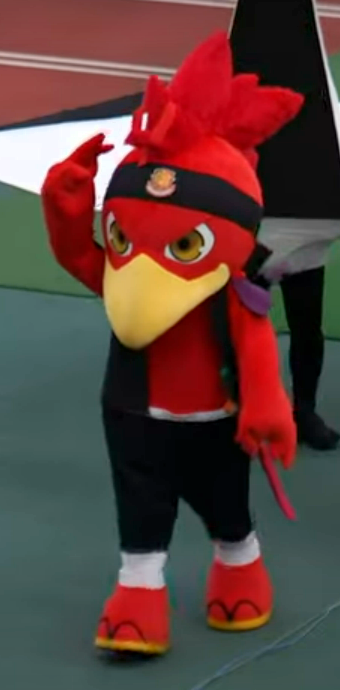
福嶋火之助

福島ユナイテッドFC（ふくしまユナイテッドエフシー、英: Fukushima United FC）は、日本の福島市、会津若松市、伊達市、伊達郡国見町、桑折町、川俣町を中心とする福島県全県をホームタウンとする、日本プロサッカーリーグ（Jリーグ）に加盟するプロサッカークラブ。登録チーム名（正式名称）は福島ユナイテッドフットボールクラブ。

## 概要
クラブ名のユナイテッド（UNITED）は英語で「結ばれた、団結した、統一した」の意味に由来し、チーム・選手・スタッフ・サポーター、また中通り・会津地方・浜通りと地方ごとに文化の異なる福島県がひとつになって福島の発展・活性化のために活動していくことを表現している。
ホームタウンはJリーグ加盟当初は「福島市を中心とする福島県全県」であった が、2017年5月25日に「福島市・会津若松市を中心とする福島県全県」に変更された。
ホームスタジアムはとうほう・みんなのスタジアム、練習グラウンドは福島市十六沼公園サッカー場およびあづま総合運動公園補助陸上競技場である（詳細は#スタジアムを参照）。
エンブレムは、チームの力強さと、クラブ・サポーター・市民が"ひとつ"になって夢を叶え、そして戦っていくイメージを表現。「未来に続いていくクラブの活動」を象徴するフェニックスが王冠を被り、福島県の地図が描かれたボールを掴んでいる。マスコットキャラクターは「福嶋火之助」「虎百」「赤兵衛」の3体。

## 歴史

### 2002年 - 2007年（福島夢集団JUNKERS・FCペラーダ福島時代）
2002年4月、エフエム福島のアナウンサーだった横田篤が福島からJリーグを目指す団体として「福島夢集団」を創設。2004年4月に「福島夢集団JUNKERS（ユンカース）」を設立。
2005年にはU-18チームを結成、5月に女子バレーボールチームを設立し、「福島夢集団」はNPO法人化した。参入した福島県社会人サッカーリーグ3部（西ブロック）を優勝、翌年の2部昇格を決める。
2006年、福島県リーグ2部を2位（昇格圏内）で終える。12月にFCペラーダ福島（東北社会人サッカーリーグ2部、1977年創設）吉野耕之助からの運営を譲り受け、FCペラーダ福島をトップチーム、ユンカースをセカンドチームとした（なお、ペラーダとはポルトガル語で”ストリートサッカー”を意味する）。
2007年よりFCペラーダ福島として東北リーグ2部南リーグに参加。福島市出身で元湘南ベルマーレの時崎悠が選手兼監督に就任した。また同年には2万3546名の署名の下、ホームタウンである福島市に支援を要請。福島市からの支援文書をもってJリーグ準加盟申請を行うが、この年の承認は先送りとなった。東北リーグ2部南リーグを2位で終える。

### 2008年 - 2012年（改称後、東北リーグ・JFL）
2008年2月に運営法人として株式会社フクシマ・スポーツ・マネジメントを設立。クラブ名を現在の「福島ユナイテッドFC」に改称した。監督に齋藤誠が就任。東北リーグ2部南リーグを全勝優勝し、2部北を制した盛岡ゼブラを下して東北リーグ2部優勝を決め、1部昇格を決めた。なお、ユンカースはチーム名を「FCシャイネン福島」に変更し独立した。
2009年、監督に福島県リーグのアビラーションから石田学を招聘。初参戦の東北リーグ1部はグルージャ盛岡と得失点1点差の2位で終えた。第89回天皇杯全日本サッカー選手権大会の2回戦でC大阪に勝利を収めた（3回戦は横浜FMに敗北）。
2010年、元岡山監督の手塚聡が監督に就任。第46回全国社会人サッカー選手権大会でベスト4に入った。第34回全国地域サッカーリーグ決勝大会は1次リーグで敗退した。なお、同年8月10日に運営資金が約1,000万円不足し、10月に資金がショートする恐れがあると発表した。
2011年2月、福島県財界が中心となって新しい運営会社となる株式会社AC福島ユナイテッドが設立された（なお、旧運営会社の株式会社フクシマ・スポーツ・マネジメントは6月に福島地方裁判所より破産手続きの開始決定を受けた）。3月、東日本大震災および福島第一原子力発電所事故の不安から多くの選手が退団したため、現役を退きコーチを務める予定だったキム・キス、柳原裕が現役に復帰した。福島県内での試合が禁止されたため、他県でホームの試合を開催する事を条件に東北リーグの参加を認められた。東北リーグ1部で初優勝した。第35回全国地域サッカーリーグ決勝大会は1次ラウンドで敗退。
2012年、前年で現役を引退した時崎悠が監督に就任する。東北リーグ1部で優勝し連覇を達成、第48回全国社会人サッカー選手権大会は準優勝。第36回全国地域サッカーリーグ決勝大会も準優勝し、12月16日の日本フットボールリーグ理事会でJFL入会が承認された。天皇杯は、2回戦でJ2の甲府、3回戦でJ1の新潟に勝利し、福島県勢初となるベスト16に入った（4回戦でJ2の千葉に敗れた）。なお3回戦の新潟戦における益子義浩の決勝ゴールはSURUGA I DREAM Awardにて表彰された。
2013年、湘南と業務提携を結んだ（詳細・湘南ベルマーレ「Jリーグ他クラブとの提携」項参照）。初の全国リーグとして挑んだ第15回日本フットボールリーグ（JFL）では18チーム中14位という結果に終わった。天皇杯は2回戦で甲府に敗れた。
9月にJリーグ準加盟クラブとして承認され、11月19日の日本プロサッカーリーグの理事会でJリーグへの入会と、2014年のJ3リーグ参加が承認された。

### 2014年 - （J3）
2014年
クラブスローガン ：「蹴福万来」
監督に栗原圭介が就任。福島市出身の杉山琢也が長崎から加入。提携する湘南から河野諒祐、柴原誠、猪狩佑貴、田村翔太、安東輝が期限付き移籍で加入した。初参加のJ3リーグは12チーム中7位。天皇杯は1回戦で当時関西リーグに所属していた奈良クラブに敗れた。シーズン終了後、時崎塁（時崎悠の弟）が引退。
2015年
クラブスローガン ：「Link ～FUFC BURNING 2015～」
栗原体制2年目。福島市出身の茂木弘人が神戸から加入。湘南から前田尚輝、福岡将太が期限付き移籍で、鳥取から戸川健太などが加入した。リーグ戦は13チーム中7位。天皇杯は1回戦で同じJ3の秋田に敗れた。シーズン終了後、大原卓丈が引退。横野純貴がバンコクFC、星雄次が山口、齋藤恵太が熊本へ移籍。
2月に「福島市にサッカースタジアムをつくる会」が発足。7月には福島市にサッカースタジアムを整備することを要望するための署名運動を行った。
2016年
クラブスローガン ：「Link ～PRIDE OF FUKUSHIMA～」
栗原体制3年目。いわき市出身の渡辺匠が横浜FCから加入。清水から高校サッカー選手権得点王の経歴を持つ樋口寛規などが加入した。リーグ戦は16チーム中14位。天皇杯は2回戦で横浜FMに敗れた。シーズン終了後、栗原圭介が監督を退任。戸川健太、植村慶、野田明弘が引退。
2017年
クラブスローガン ：「Link 繋がりタオす」
大分、清水で指導歴のある田坂和昭が監督に就任。”密集”をコンセプトにしたパスサッカーを志向するチーム作りを行う。湘南から田村翔太が再び期限付き移籍で、鳥栖から平秀斗などが加入した。7月には湘南から伊藤剛が育成型期限付き移籍で、松本から志知孝明、群馬から小牟田洋佑が期限付き移籍で加入した。リーグ戦は17チーム中10位。福島県サッカー選手権大会の決勝でいわきFCに敗れて10年連続の天皇杯出場は成らなかった。シーズン終了後、渡辺匠、キム・コンチョンらが引退。川上竜が北九州へ、内藤友康が東邦チタニウムサッカー部に移籍した。
2018年
クラブスローガン ：「繋がりタオす Link FUKUSHIMA STYLE」
田坂体制2年目。湘南から和田響稀、神戸から東隼也が期限付き移籍で、山形から宇佐美宏和、長野から阪田章裕などが加入した。リーグ戦は17チーム中12位。天皇杯は昨季同様に県予選の決勝でいわきFCに敗れ、2年連続で出場を逃した。シーズン終了後、田坂和昭が栃木SCの監督に就任。石堂和人、鴨志田誉、平秀斗が引退。田村翔太が熊本へ、前田尚輝がいわきFCへ移籍した。
12月、ホームゲーム最終戦のセレモニーで代表取締役の鈴木勇人が”2022年問題”としてスタジアム問題を明言した。
2019年
クラブスローガン ：「繋がりタオす Link FUKUSHIMA STYLE」
監督に元INAC神戸レオネッサ、鳥取などで指導歴のある松田岳夫が就任。湘南からキム・ミンジュン、仙台からイ・ユノが期限付き移籍で加入。京都から田村亮介、SVホルンから川中健太などが加入した。シーズンの途中にU-17ナイジェリア代表に召集歴のあるオリグバッジョ・イスマイラが加入。リーグ戦は18チーム中11位、個人では武颯が15ゴールを挙げて得点ランキング4位に入る。天皇杯はまたも福島県予選でいわきFCに敗れ、3年連続で出場を逃した。シーズン終了後に武颯が富山へ、輪笠祐士が秋田へ、堀田大暉が湘南へ移籍（なお、期限付き移籍からの復帰を除いて福島から湘南への移籍するケースは初となる）。
同年6月4日付で増資を行い、東洋ワーク（仙台市青葉区）の子会社（保有割合：53.5%）となることが発表された。
2020年
クラブスローガン ：「進化～EVOLUTION～」
松田体制2年目。時崎悠がトップチームのコーチに就任。湘南から福島隼斗とトカチ、FC町田ゼルビアから渡辺健太が期限付き移籍で加入。リーグ戦は18チーム中13位、個人ではイスマイラが13ゴールを挙げて得点ランキング4位に入る。天皇杯は新型コロナウイルスによるレギュレーションの大幅変更で、参加できず。シーズン終了後に松田岳夫がマイナビ仙台レディースの監督に就任、池田昌生が湘南へ、前田椋介が宮崎へ、田村亮介がKリーグ2部のFC安養へ、橋本拓門がヴィアンティン三重へ、阪田章裕が鈴鹿ポイントゲッターズへ移籍した。
2021年
クラブスローガン ：「ONE UNITED -to the next stage-」
時崎悠が2013年以来となる監督復帰。チェンナイ・シティFCから福島市出身の遊佐克美、秋田から鎌田翔雅、熊本から山本海人などが加入。開幕前の3月に吉田朋恭が山形へ、シーズン中の7月にイスマイラが京都へ、8月に佐藤和樹が八戸へ移籍した。リーグ戦は一時2位に立つなど中盤以降上位をキープし、最終的には過去最高の5位となる。個人では樋口寛規が9ゴールを挙げて得点ランキング3位に、イスマイラが8ゴールを挙げ9位に入る。天皇杯は福島県予選でいわきFCに敗れ、出場を逃した。シーズン終了後に宇佐美宏和が引退、時崎悠が栃木SCの監督に就任、トカチが栃木SCへ、鎌田大夢が仙台へ、鎌田翔雅が富山へ、岡田亮太が高知ユナイテッドSCへ移籍した。
後述の通り、とうスタのナイター設備の常設化決定により、例外規定の適用を念頭に2021年6月30日付でJ2ライセンス申請を行ったことを運営会社の社長である鈴木勇人が公表した が、下部組織の選手登録の問題により2022年度のJ2ライセンスは不交付となることが決まった。クラブはU-18のチーム登録は済ませており、2022年の「高円宮杯JFA U-18サッカーリーグ福島県F3・県北大会」出場へ向けて準備を行った。
2022年
クラブスローガン ：「全身前進 Move Forward Together.」
前年までジュビロ磐田のヘッドコーチを務めた服部年宏が監督に就任。山形から高橋潤哉、湘南から新井光が期限付き移籍で、磐田から大武峻、富山から鈴木翔登が完全移籍で加入した。天皇杯は福島県予選でいわきFCを破り、本選に出場した。本選では2回戦で浦和レッズに敗れた。リーグ戦の序盤は好調で、首位の時期もあったが最終的には11位に終わる。シーズン終了後に高橋潤哉が山形に復帰、鈴木翔登が引退を撤回してクリアソン新宿へ、諸岡裕人が秋田へ、新井光がFC今治へ、北村椋太が宮崎へ、橋本陸が相模原へ移籍した。
3月にホームタウンをこれまで福島市、会津若松市に加えて、伊達市、伊達郡国見町、桑折町、川俣町を中心とする全県となった。
この年6月30日までに、ホームスタジアムのJ2基準を充足する工事を行うことを前提とした特例規定を適用したJ2ライセンス申請 を行い、10月25日にJ2クラブライセンスを取得した。
アカデミーでは、本年度からU-18のカテゴリーが新設された。U-18は、高円宮杯JFA U-18サッカーリーグ2022福島県北F3、日本クラブユースサッカー選手権（U-18）東北大会に出場した。
2023年
クラブスローガン ：「一心一積（いっしんいっせき）」
公式HPにて「「J2昇格」という新たな歴史を作るべく、今シーズンを戦う」と銘打ったものの、リーグ戦は前年度と打って変わって3連敗スタートとなり、第4節にて漸くシーズン初勝利を飾る。しかしその後も調子は上がらず、第17節を終えた時点で4勝3分10敗の18位と降格圏寸前にまで順位を下げ、しかも開幕からのホーム戦未勝利が継続。そして7月12日に監督の服部が退任し、暫定的に監督としてチームを指揮していたヘッドコーチの依田光正が第18節にて勝利を収めたため、7月18日にそのまま後任として正式な監督に就任した。
監督交代後は上記の第18節勝利を含めて成績が急上昇し、第21節で今シーズンのホーム戦初勝利を飾ると、第25節までの合計8戦で3連勝も含めた5勝3分無敗と好調を維持する。しかしその後は第34節まで3連敗を含む1勝3分5敗と、成績が再び下降。最後の4節は2勝2分と無敗でフィニッシュするも、12勝11分15敗の勝ち点47で昇格から程遠い15位に終わった。
前述した服部の監督退任前の4勝の内3勝は何れも当時首位争いをしていたチームを相手にしたもので、第36節では優勝を決めたばかりの愛媛FCを相手に当年度リーグで唯一のシーズンダブルを決める4-1の大勝を収めるなど、所々で勝負強さを発揮するものの、全体的に得点力不足（ワースト4位）に悩まされ続けた。また、アウェイ戦は9勝5分5敗（リーグ全体で見ても5位）の好成績だったが、ホーム戦では3勝6分10敗と大苦戦し、当期リーグで最下位かつホーム戦で同成績だったギラヴァンツ北九州を得失点差で下回る結果（ワースト1位）となってしまった。
2024年
クラブスローガン ：「カチを耕す」
新監督に寺田周平が就任。
初参加となったYBCルヴァンカップでは1回戦にてロアッソ熊本と対戦し、1-2で敗れた。
リーグでは第10節まで負けが先行し低迷するも、11節の岩手戦でリーグ記録となる9-0で大勝し、そこから4連勝を飾る。プレーオフ圏争いを演じ、最後に3連勝したことで18勝5分15敗の5位で終了。J2昇格プレーオフ準決勝で4位の松本山雅と対戦し、前半で先制するも後半に追いつかれ、1-1の引き分けで敗退した。
リーグでは大宮、YS横浜、相模原、讃岐、鳥取の5チームにシーズンダブルを食らい、敗戦数はリーグでも多かった。一方で勝利数は自動昇格した大宮、今治に次いで多く、引き分けはリーグ最少だった。

## タイトル・表彰

### リーグ戦
- 東北社会人サッカーリーグ1部：2回
  - 2011, 2012
- 東北社会人サッカーリーグ2部南：1回
  - 2008

### カップ戦
- 東日本社会人サッカー大会：1回
  - 2012
- 福島県サッカー選手権大会（兼天皇杯福島県予選）：12回
  - 2008-2016, 2022-24

### 表彰
J3リーグ
- フェアプレー賞：7回
  - 2014, 2017, 2020-24

### 個人
J3リーグ
- ベストイレブン
  - 大関友翔：2024年
  - 塩浜遼：2024年
- 優秀選手賞
  - 森晃太：2024年
  - 大関友翔：2024年
  - 塩浜遼：2024年
- フェアプレー個人賞
  - 山本海人：2023年
- 優秀監督賞
  - 寺田周平：2024年
- 月間MVP
  - イスマイラ(2)：2021年5月, 2021年7月
  - 堂鼻起暉：2021年8月
  - 樋口寛規：2022年2・3月
- 月間ヤングプレイヤー賞
  - 大関友翔：2024年4月
- 月間優秀監督賞
  - 時崎悠(2)：2021年5月, 2021年8月
  - 服部年宏：2022年2・3月
  - 依田光正：2023年8月
  - 寺田周平：2024年5月

天皇杯
- SURUGA I DREAM Award
  - 益子義浩：2012年

## スタジアム
ホームスタジアムは福島市にあるとうほう・みんなのスタジアム (とうスタ) である。過去のホームゲーム開催スタジアムは福島ユナイテッドFCの年度別成績一覧#年度別入場者数を参照。
なお、とうスタは2022年6月までにJ3でも設置が義務化される夜間照明設備が設置されておらず、加えて芝を高麗芝から西洋芝に置き換えた際の排水機能向上が不十分だったため芝の生育が悪いことが指摘されており（2019年秋にはホームスタジアムをJヴィレッジスタジアムに変更して実施された）、スタジアムを所管する福島県が対応を検討していた。
その後、福島県がとうスタのナイター照明設備の常備化を決定したことを踏まえ、例外規定の適用を念頭としたJ2ライセンスの申請を2021年6月30日付で申請したことを、運営会社の社長である鈴木勇人が公表していた が、上記の下部組織の選手登録の問題により2022年度のJ2ライセンスは不交付となることが決まった。クラブはとうスタの諸施設（審判員更衣室、ドーピングコントロールルーム、記者席、ロッカールームのシャワーなど）についても、J3ライセンスを改めて申請するにあたっての必須案件であるため、速やかに改修工事を行う予定であるとしている。
2022年3月にとうスタのナイター設備が完成した。

## ユニフォーム

### クラブカラー
- 赤（ユナイテッドレッド）
- 黒（ユナイテッドブラック）
- 黄（ユナイテッドイエロー）

### 限定ユニフォーム
2017年
- 桃をイメージしたピンクでカラーリングした期間限定ユニフォームをリリース。『福島が誇る「ふくしまの桃」』を全国にPRする福島県との協同企画で、桃の出荷時期である夏季期間のホーム・アウェイゲーム4試合（第16節F東23戦から第20節沼津戦まで、第18節藤枝戦は除く）、及び10月に平塚で行われるホームゲーム（第26節富山戦）の計5試合となる[28][29]。

2018年
- 2017年と同様、ピンク色の3rdユニフォームを発表。夏季期間の5試合（第14節相模原戦から第20節富山戦まで、第16節長野戦および第17節F東23戦は除く）で着用する。2011年3月11日に発生した東日本大震災・福島第一原発事故に伴う福島県産品への風評の払拭に繋げようという思いで企画、福島の名産品のひとつである桃をモチーフとしており、桃のピンクをベースに、桃の葉の黄緑を差し色として加えられている。円をグラデーションでデザインすることで、柔らかな桃を表現し、人々が福島の地で繋がり、大きな輪となっていくことをイメージした[30][31]。

2019年
- 夏季期間のホーム4試合、アウェイ4試合の計8試合（第13節岩手戦から第20節藤枝戦）での着用。2017・2018年に引き続き、桃の実や花の色であるピンクや赤、白の濃淡でデザイン。桃のイラストを中心に、円をグラデーションで落とし込み、福島の桃から人々が繋がり、大きな輪になっていくことをイメージしている。シェブロンラインや襟元などには、桃の花である濃い赤紫色を採用した。なお、背番号の下には「ふくしまプライド。」のロゴが入る[32][33]。

2020年
- 夏季期間のJ3リーグの公式戦（第5節藤枝戦から第15節鹿児島戦まで）で、4年目となる『ふくしまの桃』PRユニフォーム（桃ユニ）を着用することが決定した。より桃のリアルさを追求し、腹部から背面にかけて大きな桃の実をデザイン、襟元や背番号などには、桃の葉をイメージした黄緑色を差し色とした。またこの年は、通常ユニと同じスポンサーロゴを掲出していた前年までとは異なり、「福島ユナイテッドFC農業部パートナー」6社のスポンサーロゴを掲出する[34][35]。
- 秋季期間のJ3リーグ公式戦（第21節から第30節まで、ユニフォームの色合いが被る第22節岐阜戦を除く）で、クラブ史上初の4thユニフォームとして『ふくしまの米』PRユニフォーム（米ユニ）を着用することが決定した。クラブは、2011年3月11日に発生した東日本大震災・福島第一原発事故に伴う福島県産品への風評の払拭に繋げようとという思いから2017年より桃ユニを発表してきたが、本年は実りの秋にもできることはないかと考え、福島ユナイテッドFC農業部で、2018年より取り組む「米」をモチーフにしたユニフォームを制作、イエローをベースカラーに、稲刈りの時期に福島の田園地帯に広がる黄金色をボディとシェブロンラインに採用。たわわに実る稲穂のイラストを入れ、収穫を迎えられた喜びと感謝の気持ちを表した。ユニフォームスポンサーには、福島ユナイテッドFC農業部パートナー3社のロゴを掲出する[36]。

2021年
- 夏季期間のJ3リーグの公式戦（第9節沼津戦から第16節岐阜戦まで）で、5年目となる『ふくしまの桃』PRユニフォーム（桃ユニ）を着用することが決定した。今回は桃の果肉をイメージし、袖やヒュンメルのシェブロンラインなどには、桃の葉をイメージした黄緑色を差し色として採用している。また、福島の誇りを胸に戦うとして、胸のヒュンメルロゴとクラブのエンブレムの間に福島県のシルエットを入れている。ユニフォームスポンサーには前年に引き続き、「福島ユナイテッドFC農業部パートナー」5社のロゴを掲出する[37][38]。
- 運営会社の株式会社AC福島ユナイテッドが設立10周年を迎えたことに伴い、第17節鳥取戦において、10周年記念ユニフォームを着用することが決定した。サッカーを通じて福島に勇気と元気を届けるというチームの存在意義や全力で昇格を目指し戦っていた2011年のユニフォームをベースに、カラーは当時よりも明るめにし、未来を志向するチームを、ボディ外側の丸みを帯びたラインは、再生のシンボルでもあるフェニックスをイメージし、当時の想いを今に繋げるデザインとした。また、桃ユニと同様、福島の誇りを胸に戦うとして、胸のヒュンメルロゴとクラブのエンブレムの間に福島県のシルエットを配置している[39][40]。
- 秋季期間のJ3リーグ公式戦（第20節熊本戦から第29節YS横浜戦まで）で、2年目となる米ユニを着用することが決定した。本年は福島県が開発した新ブランド米「福、笑い」とコラボ、白をベースに同品種のビジュアルイメージをモチーフにデザインしている。また、桃ユニ・10周年記念ユニと同じく、胸のヒュンメルロゴとクラブのエンブレムの間に福島県のシルエットを配置し、米どころ・ふくしまの誇りを胸に戦うとしている。ユニフォームスポンサーには、福島ユナイテッドFC農業部パートナー3社のロゴを掲出する[41][42]。

2022年
- 夏季期間のJ3リーグの公式戦（第14節八戸戦から第20節相模原戦まで、第18節鳥取戦は除く）で、6年目となる『ふくしまの桃』PRユニフォーム（桃ユニ）を着用することが決定した。「希望と結実」のコンセプトの下、ピンクをベースに、白やグレーのラインで長い冬を越えて雪が溶ける様子を表現、ここに桃の花と実を重ねた。また、前年は交付されなかったJ2ライセンスの取得を目指すクラブの想いも込められている[43][44]。
- 秋季期間のJ3リーグ公式戦（第28節宮崎戦から第34節愛媛戦まで、第29節讃岐戦および第33節藤枝戦は除く）で、3年目となる米ユニを着用することが決定した。クラブ初採用のブラックをベースに、黄金色に輝く稲穂を、背面には、今季の1stユニフォームにデザインされている炎の中から蘇るフェニックスの羽と火のゆらめきをデザインした[45][46]

2023年
本年は「2023ふくしまSDGsユニフォーム」として限定ユニフォームを制作した。これは、持続可能な開発目標の実現に取り組むプロジェクトとして、クラブが本年春に「サステナブル福島」を発足させたことを受け、2017年から制作してきた桃ユニと2020年から制作してきた米ユニを統合発展させたものである。福島の大空をイメージした水色をベースに、ユニフォーム前面には、福島の米と吾妻小富士、背面には、福島県の特産物で福島ユナイテッドFC農業部も栽培している桃とリンゴ、ブドウを配置し、実り豊かな福島を表現した。また、脇部の切り替えにはSDGsの17つの目標のシンボルカラーを採用、福島の空に虹がかかり、福島の人々が笑顔で見上げる姿をイメージしている。「スポーツ×農業×SDGs」による社会貢献活動に、より一層力を入れて取り組んでいく決意が込められている。着用期間は、第26節長野戦から第37節北九州戦まで（第31節奈良戦、第33節鹿児島戦から第34節FC大阪戦および第36節愛媛戦は除く）の計8試合である。

### ユニフォームスポンサー
| 掲出箇所   | スポンサー名                          | 表記                                                  | 掲出年                   | 備考 |
| 胸         | 東邦銀行                              | TOHO BANK                                             | 2015年 -                 | 通常ユニのみ掲出 2009年11月（天皇杯3回戦横浜FM戦）は通常ユニパンツ 2010年 - 2013年は通常ユニ袖 2014年は通常ユニ背中上部 2017年 - 2019年は通常ユニ・桃ユニ胸 2009年は「東邦銀行」表記 2010年 - 2013年は「TOHO」表記 2014年は「すべてを地域のために 東邦銀行」表記 |
| 胸         | ネッツトヨタ福島                      | ネッツトヨタ福島                                      | 2023年 -                 | ふくしまSDGsユニのみ掲出 2022年は米ユニ胸 |
| 鎖骨       | NOK                                   | NOK                                                   | 2022年 -                 | 通常ユニのみ掲出 左側に表記 |
| 鎖骨       | ワイヂーエル                          | YGL                                                   | 2023年 -                 | ふくしまSDGsユニのみ掲出 右側に表記 |
| 背中上部   | 全国農業協同組合連合会 福島県本部     | 全農 JA全農福島                                       | 2010年 - 2012年 2023年 - | 通常ユニのみ掲出 2009年途中 - 同年12月は袖 2020年 - 2021年は米ユニ・桃ユニ鎖骨左側 2022年は桃ユニ鎖骨左側 2009年 - 2012年は「JA全農福島」表記 |
| 背中上部   | ふくしま未来農業協同組合              | JAふくしま未来                                        | 2023年 -                 | ふくしまSDGsユニのみ掲出 2022年は米ユニ背中上部 |
| 背中下部   | トラスト・ワン                        | trust-One                                             | 2023年 -                 | 通常ユニ・ふくしまSDGsユニとも掲出 2022年は米ユニ鎖骨左側 |
| 袖         | 菅野建設工業                          | 絆きずな 心をこめて かたちづくり 菅野建設工業株式会社 | 2023年 -                 | ふくしまSDGsユニのみ掲出 2020年は米ユニ背中下部 2021年 - 2022年は桃ユニ袖 2020年 - 2022年は「絆 菅野建設工業 きずな」表記 |
| パンツ前面 | 福島民報社                            | 福島民報                                              | 2023年 -                 | 通常ユニのみ掲出 2014年 - 2016年は通常ユニ袖 2017年 - 2019年は通常ユニ・桃ユニ袖 2020年は通常ユニ・桃ユニ・米ユニ袖 2021年 - 2022年は通常ユニ・米ユニ鎖骨右側 |
| パンツ前面 | Great Dane Brewing                    | Great Dane EST. 1994 Brewing                          | 2023年 -                 | ふくしまSDGsユニのみ掲出 |
| パンツ背面 | ダイユーエイト 福島まちづくりセンター | DAIYU 8 MAX ふくしま                                  | 2023年 -                 | 通常ユニのみ掲出 2020年 - 2022年は通常ユニパンツ前面 2020年 - 2021年は「くらし・宝島 ダイユーエイト MAX ふくしま」表記 |
| パンツ背面 | amp                                   | amp                                                   | 2023年 -                 | ふくしまSDGsユニのみ掲出 2020年は桃ユニ背中下部 2022年は桃ユニパンツ前面 |

練習用
- JA共済
- 福島医療専門学校
- 亀谷建設
- ARCクリニック
- ソーラーポスト

移動着
- JA全農福島

### ユニフォームサプライヤーの遍歴
- 2004年 - 2007年：ヒュンメル
- 2008年 - 2010年：エーライン
- 2011年 - 現在：ヒュンメル

### 歴代ユニフォーム
| FP 1st      |      |             |      |      |
| 2008 - 2009 | 2010 | 2011 - 2012 | 2013 | 2014 |
| 2015        | 2016 | 2017        | 2018 | 2019 |
| 2020        | 2021 | 2022        | 2023 | 2024 |
| 2025 -      |      |             |      |      |
|             |      |             |      |      |

| FP 2nd      |      |             |      |      |
| 2008 - 2009 | 2010 | 2011 - 2012 | 2013 | 2014 |
| 2015        | 2016 | 2017        | 2018 | 2019 |
| 2020        | 2021 | 2022        | 2023 | 2024 |
| 2025 -      |      |             |      |      |
|             |      |             |      |      |

| FP Other                       |                                |               |               |               |
| 2017 · 桃ユニ                  | 2018 · 桃ユニ                  | 2019 · 桃ユニ | 2020 · 桃ユニ | 2020 · 米ユニ |
| 2021 · 10周年記念              | 2021 · 桃ユニ                  | 2021 · 米ユニ | 2022 · 桃ユニ | 2022 · 米ユニ |
| 2023 3rd · ふくしま · SDGsユニ | 2024 3rd · ふくしま · SDGsユニ |               |               |               |
|                                |                                |               |               |               |

### 歴代ユニフォームスポンサー表記

#### 通常ユニフォーム
| 年度 | 箇所                                                             | 箇所   | 箇所     | 箇所                                            | 箇所                   | 箇所           | 箇所                                     | 箇所                 | サプライヤー |
| 年度 | 胸                                                               | 鎖骨左 | 鎖骨右   | 背中上部                                        | 背中下部               | 袖             | パンツ前面                               | パンツ背面           | サプライヤー |
| 2004 | THANKS New Value and High Quality （1st） サンクスホーム （2nd） | 解禁前 | 解禁前   | -                                               | 解禁前                 | -              | -                                        | 解禁前               | hummel       |
| 2005 | THANKS New Value and High Quality （1st） サンクスホーム （2nd） | 解禁前 | 解禁前   | -                                               | 解禁前                 | -              | -                                        | 解禁前               | hummel       |
| 2006 | THANKS New Value and High Quality （1st） サンクスホーム （2nd） | 解禁前 | 解禁前   | -                                               | 解禁前                 | -              | -                                        | 解禁前               | hummel       |
| 2007 | THANKS New Value and High Quality （1st） サンクスホーム （2nd） | 解禁前 | 解禁前   | -                                               | 解禁前                 | jose.jp        | -                                        | 解禁前               | hummel       |
| 2008 | サンクスホーム                                                   | 解禁前 | 解禁前   | JOGADOR                                         | 解禁前                 | -              | -                                        | 解禁前               | A-LINE       |
| 2009 | - / 福島牛                                                       | 解禁前 | 解禁前   | - / ふくしま中心街区 ぶらっとWebTV blattotv.com | 解禁前                 | - / JA全農福島 | - / 東邦銀行                             | 解禁前               | A-LINE       |
| 2010 | -                                                                | 解禁前 | 解禁前   | JA全農福島                                      | 解禁前                 | TOHO           | - / HYPER Gaja                           | 解禁前               | A-LINE       |
| 2011 | -                                                                | 解禁前 | 解禁前   | JA全農福島                                      | 解禁前                 | TOHO           | HYPER Gaja                               | 解禁前               | hummel       |
| 2012 | UNITEDSPORTSFOUNDATION ONE WORLD. ONE TEAM.                      | 解禁前 | 解禁前   | JA全農福島                                      | 解禁前                 | TOHO           | HYPER Gaja                               | 解禁前               | hummel       |
| 2013 | - / ΛIRE                                                         | 解禁前 | 解禁前   | - / Fukushima                                   | 解禁前                 | TOHO           | 福島トヨタ                               | 解禁前               | hummel       |
| 2014 | ΛIRE                                                             | 解禁前 | 解禁前   | すべてを地域のために 東邦銀行                   | 解禁前                 | 福島民報       | 福島トヨタ                               | 解禁前               | hummel       |
| 2015 | TOHO BANK                                                        | 解禁前 | 解禁前   | MUSEE PLATINUM                                  | 解禁前                 | 福島民報       | 福島トヨタ                               | 解禁前               | hummel       |
| 2016 | TOHO BANK                                                        | 解禁前 | 解禁前   | Prospect                                        | -                      | 福島民報       | 福島トヨタ                               | 解禁前               | hummel       |
| 2017 | TOHO BANK                                                        | 解禁前 | 解禁前   | Prospect                                        | - / ふくしまプライド。 | 福島民報       | 福島トヨタ                               | 解禁前               | hummel       |
| 2018 | TOHO BANK                                                        | -      | -        | Prospect                                        | -                      | 福島民報       | 福島トヨタ                               | 解禁前               | hummel       |
| 2019 | TOHO BANK                                                        | -      | -        | - / 東洋ワーク                                  | - / zero one           | 福島民報       | 福島トヨタ                               | 解禁前               | hummel       |
| 2020 | TOHO BANK                                                        | -      | -        | ToYo Work.                                      | zero one               | 福島民報       | くらし・宝島 ダイユーエイト MAX ふくしま | -                    | hummel       |
| 2021 | TOHO BANK                                                        | -      | 福島民報 | ToYo Work.                                      | zero one               | -              | くらし・宝島 ダイユーエイト MAX ふくしま | -                    | hummel       |
| 2022 | TOHO BANK                                                        | NOK    | 福島民報 | ToYo Work.                                      | ARS アルス             | -              | DAIYU 8 MAX ふくしま                     | -                    | hummel       |
| 2023 | TOHO BANK                                                        | NOK    | -        | 全農 JA全農福島                                 | trust-One              | -              | 福島民報                                 | DAIYU 8 MAX ふくしま | hummel       |

#### 限定ユニフォーム
| 年度 | 箇所       | 箇所   | 箇所     | 箇所                   | 箇所                   | 箇所                   | 箇所       | 箇所       | サプライヤー |
| 年度 | 胸         | 鎖骨左 | 鎖骨右   | 背中上部               | 背中下部               | 袖                     | パンツ前面 | パンツ背面 | サプライヤー |
| 2017 | TOHO BANK  | -      | -        | Prospect               | ふくしまプライド。     | 福島民報               | 福島トヨタ | 解禁前     | hummel       |
| 2018 | TOHO BANK  | -      | -        | Prospect               | ふくしまプライド。     | 福島民報               | 福島トヨタ | 解禁前     | hummel       |
| 2019 | TOHO BANK  | -      | -        | 東洋ワーク             | ふくしまプライド。     | 福島民報               | 福島トヨタ | 解禁前     | hummel       |
| 2020 | -          | 全農   | ΛIRE     | NCV NIKO NIKO CABLE TV | amp                    | 福島民報               | KOUEI      | -          | hummel       |
| 2021 | ToYo Work. | 全農   | 福島民報 | NCV NIKO NIKO CABLE TV | -                      | 絆 菅野建設工業 きずな | -          | -          | hummel       |
| 2022 | -          | 全農   | 福島民報 | -                      | NCV NIKO NIKO CABLE TV | 絆 菅野建設工業 きずな | amp        | -          | hummel       |

| 年度 | 箇所             | 箇所      | 箇所     | 箇所           | 箇所                   | 箇所     | 箇所       | 箇所       | サプライヤー |
| 年度 | 胸               | 鎖骨左    | 鎖骨右   | 背中上部       | 背中下部               | 袖       | パンツ前面 | パンツ背面 | サプライヤー |
| 2020 | -                | 全農      | -        | -              | 絆 菅野建設工業 きずな | 福島民報 | -          | -          | hummel       |
| 2021 | -                | 全農      | 福島民報 | -              | 福、笑い               | -        | -          | -          | hummel       |
| 2022 | ネッツトヨタ福島 | trust-One | 福島民報 | JAふくしま未来 | zero one               | -        | ΛIRE       | -          | hummel       |

| 年度 | 箇所      | 箇所                | 箇所     | 箇所       | 箇所     | 箇所 | 箇所                                     | 箇所       | サプライヤー |
| 年度 | 胸        | 鎖骨左              | 鎖骨右   | 背中上部   | 背中下部 | 袖   | パンツ前面                               | パンツ背面 | サプライヤー |
| 2021 | TOHO BANK | もぐもぐ ダイレクト | 福島民報 | ToYo Work. | zero one | -    | くらし・宝島 ダイユーエイト MAX ふくしま | -          | hummel       |

| 年度 | 箇所             | 箇所   | 箇所   | 箇所           | 箇所     | 箇所                                                  | 箇所                         | 箇所       | サプライヤー |
| 年度 | 胸               | 鎖骨左 | 鎖骨右 | 背中上部       | 背中下部 | 袖                                                    | パンツ前面                   | パンツ背面 | サプライヤー |
| 2023 | ネッツトヨタ福島 | -      | YGL    | JAふくしま未来 | zero one | 絆きずな 心をこめて かたちづくり 菅野建設工業株式会社 | Great Dane EST. 1994 Brewing | amp        | hummel       |

## アカデミー
- 福島ユナイテッドFC U-18
- 福島ユナイテッドFC U-15

## メディア

### テレビ
福島中央テレビ
- KICK OFF! FUKUSHIMA - 毎週日曜 6:00 - 6:15

## 福島ユナイテッドFC農業部
東日本大震災や福島第一原発事故による風評被害で農作物が売れなくなり、後継者不足も相俟って農家の廃業が相次ぐなど、農業県である福島は深刻なダメージを受けた。こうした課題に向き合い、スポーツの力を生かして地域の苦況を打開すべく2014年に立ち上げられたのが「福島ユナイテッドFC農業部」である。
農業部発足以前は、アウェイゲームの試合会場で福島県観光のPRを行うのみであった が、翌年より、石川郡石川町の農家とコラボとする形で、選手・スタッフによるリンゴの生育からスタート、さらに、福島県産の野菜や果物、ジュースやジャムなどの加工品をチームが仕入れ、福島ユナイテッドFCのアウェイゲーム会場で販売する「ふくしマルシェ」を開始した。ふくしマルシェは2017年よりホームゲームでも開かれるようになった ほか、農作物の栽培も徐々に対象を広げ、現在では、リンゴ、モモ、コメ、ブドウ、セイヨウナシ（ル レクチエ）、アスパラガスの6品目を県内各所の農園で栽培を行っている。
活動の起点は「風評被害の払拭」であったが、近年は「福島の魅力発信」に軸足を置いて活動を行っており、福島ユナイテッドFCの試合で開かれるふくしマルシェだけでなく、J1やJ2など他のカテゴリーの試合会場にも農業部として出店しているほか、2018年に、桃の輸出先として福島県が力を入れるタイにて、福島の桃のPRを目的に当時タイ1部に所属していたエアフォース・セントラルFCとの親善試合「Fukushima Peach Match in Thailand」を開催、試合会場での桃の無料配布やバンコクのショッピングセンター「サイアム・パラゴン」での桃のPRも行った。2020年には、ふくしマルシェ開催時のみに限られていた福島県産品や選手・スタッフが栽培した農作物の購入をいつでもできるようにとの思いからオンラインショップを開設、さらに、復興庁が実施する「被災地域企業新事業ハンズオン支援事業」に参画した。農業部での売り上げも、2019年はファンクラブ収入に並ぶ700万円、2021年には1300万円に達し、入場料収入やグッズ収入とともにクラブの経営基盤の1つとなっている。こうした農業部の活動が認められ、2021年度の「シャレン!アウォーズ」にて「パブリック賞」を受賞した。